# Königliches Wilhelms-Gymnasium (Berlin)

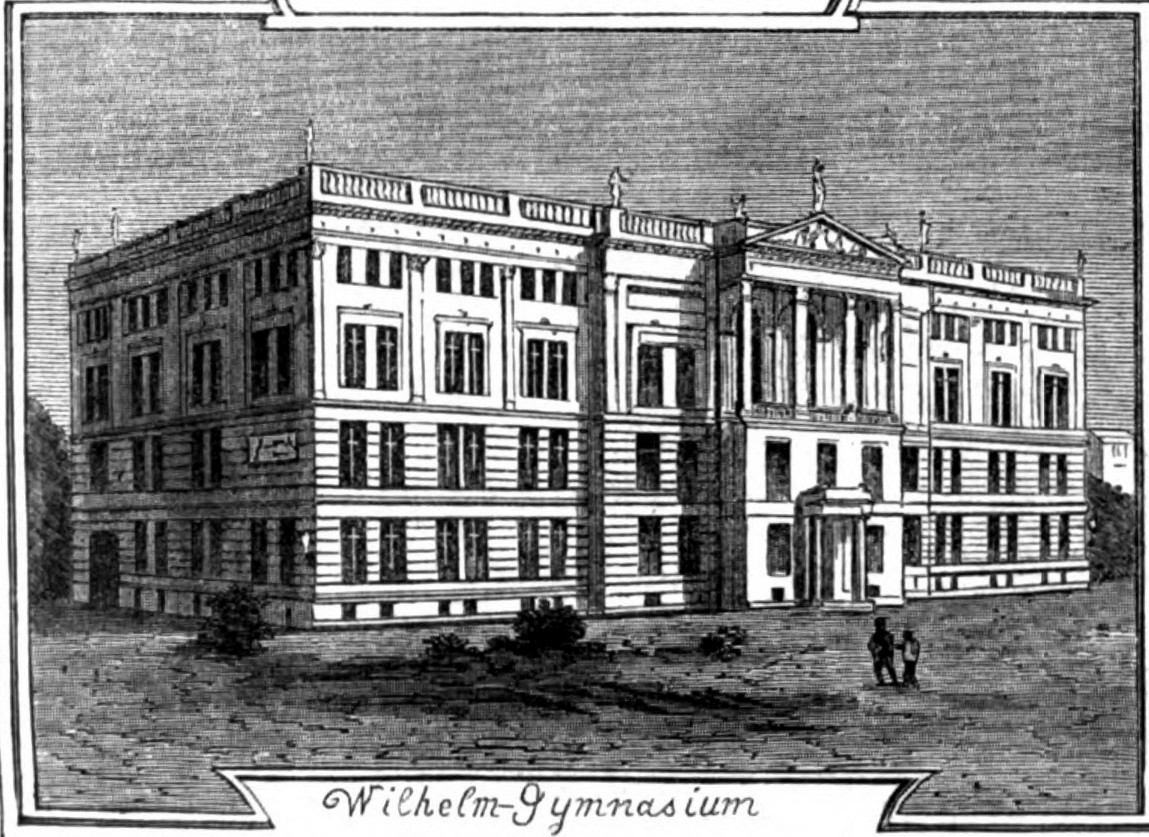
Königliches Wilhelms-Gymnasium in Berlin, 1866

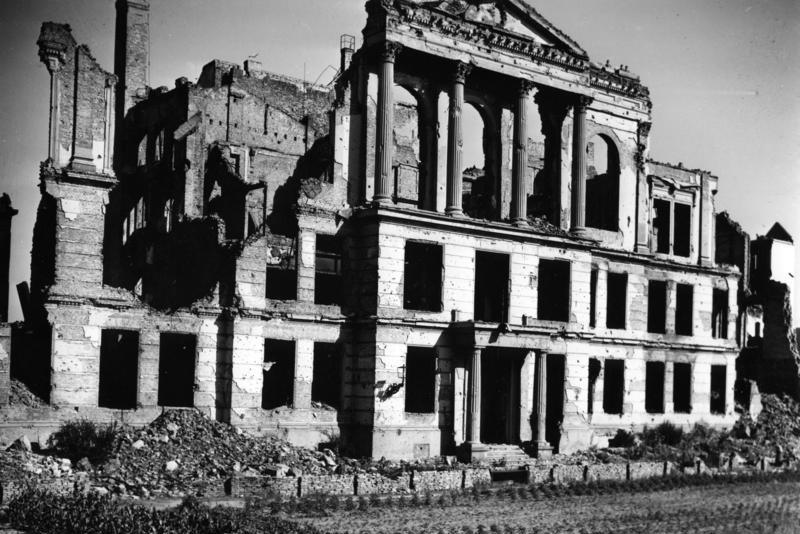
Ruine des Volksgerichtshofes (ehemaliges Wilhelms-Gymnasium)

Das Königliche Wilhelms-Gymnasium war ein Gymnasium in Berlin von 1858 bis 1924.

## Geschichte
Die Schule befand sich in der Bellevuestraße 15 im heutigen Ortsteil Tiergarten und entwickelte sich aus dem am 17. Mai 1858 eröffneten Königlichen Progymnasium vor dem Potsdamer Tor.
Am 21. März 1861 übernahm der König und spätere deutsche Kaiser Wilhelm I. die Patronage, verlieh der Anstalt die Rechte eines königlichen Gymnasiums und gab ihr den Namen Wilhelms-Gymnasium. Die erste Abiturprüfung wurde zu Michaelis 1863 abgelegt. Angesichts des starken Bevölkerungszuwachses in diesem von höheren Beamten, Offizieren und wohlhabenden Kaufleuten bewohnten Stadtteil („Geheimratsviertel“) war ein Neu- und Ausbau dringend vonnöten. Am 8. Juni 1863 erfolgte die Grundsteinlegung für ein neues Schulgebäude in Anwesenheit König Wilhelms I., und Ostern 1865 konnte das Gebäude bereits in Teilen belegt werden. Architekt war der Baurat Adolf Lohse (1807–1867), die Ausführung des Vorderhauses lag in Händen von Hubert Göbbels. Auch später erfolgten bauliche Erweiterungen, wie beispielsweise 1870/1871 der Bau einer Turnhalle und eines Wohnhauses für den Direktor. Das Hauptgebäude befand sich im Inneren eines langgestreckten, von der Bellevuestraße 15 ausgehenden Grundstücks, das sich in der Nähe des Hotels Esplanade (Bellevuestraße 17–18a) befand. Zeitweise gab es einen Zugang von der Viktoriastraße.
Am 26. Mai 1881 gründeten Absolventen des Gymnasiums die Berliner Studentenverbindung Guilelmia. Das Gymnasium erfreute sich regen Zulaufes und erreichte in den Jahren vor der Jahrhundertwende mit fast 1000 Schülern aus überwiegend evangelischen und jüdischen Familien die höchsten Schülerzahlen. Erst Anfang des 20. Jahrhunderts ging die Schülerzahl trotz der weiter steigenden Bevölkerungszahl Berlins leicht zurück, da in unmittelbarer Nähe weitere Gymnasien eröffnet wurden.
Zu Beginn der Weimarer Republik entfiel der Zusatz „königlich“. Durch Anordnung des Kultusministeriums von Dezember 1923 wurde zu Ostern 1924 (dem damaligen Ende des Schuljahrs) die Schließung des Wilhelms-Gymnasiums angeordnet. Die Klassen der Unter- und Oberprima konnten durch unentgeltlichen Unterricht bereits in den Ruhestand getretener Lehrer am Staatlichen Französischen Gymnasium (Collège Français) weitergeführt werden. Die übrigen Klassen wurden mit denen des Französischen Gymnasiums vereinigt.
Bereits 1921 war das Grundstück in den Besitz des Reichsfiskus übergegangen, für die spätere Nutzung des Schulgebäudes durch den Vorläufigen Reichswirtschaftsrat wurden bauliche Veränderungen vorgenommen. 1926 wurde die Turnhalle abgerissen und das ehemalige Direktorenwohnhaus in eine Dienstvilla umgebaut. 1935 zog der Volksgerichtshof ein. Bei dem schweren Luftangriff vom 3. Februar 1945 der USAAF wurde das Gebäude getroffen; dabei kam der Volksgerichtshofpräsident Roland Freisler ums Leben. Die Ruine wurde in den 1950er Jahren abgerissen.
Heute steht auf dem größten Teil des langgestreckten Grundstücks das Sony Center. Über den südlichen Teil verläuft die neue Potsdamer Straße.

## Direktoren
- Gründungsrektor: Julius Krause († 1860)
- 1863–1904: Otto Kübler (1827–1912), seit 1860 bereits interimistisch Dirigent
- 1904–1908: Gottlieb Leuchtenberger (1839–1914)
- 1908–1922: (1923–1929: Prinz-Heinrich-Gymnasium in Schöneberg) Gustav Sorof (1863–1935)

## Bekannte Lehrer
- Hermann Kawerau (Gesangslehrer)
- Felix Müller (Hilfslehrer: Mathematik)
- Waldemar Oehlke (Lehrtätigkeit: 1914–1919)
- Hans Pomtow
- Conrad Rethwisch (Geschichte)
- Otto Rubensohn (Geschichte, Lehrtätigkeit: 1922–1924)
- Julius Schubring

## Bekannte Schüler
- Curt Abel-Musgrave (1860–1938), Chemiker, Mediziner, Journalist, Pädagoge, Autor, Übersetzer und Publizist
- Erich Benjamin (1880–1943), Begründer der Kinder- und Jugendpsychiatrie
- Johannes Biermann (1863–1915), Rechtswissenschaftler
- Heinrich Biltz (1865–1943), Chemiker
- Wilhelm Biltz (1877–1943), Chemiker
- Hermann Borchardt (1888–1951), Schriftsteller
- Johannes Büchsel (1849–1920), Theologe
- Max Dessoir (1867–1947), Philosoph und Psychologe
- Herbert von Dirksen (1882–1955), Botschafter, Schriftsteller
- Carl zu Dohna-Schlobitten (1857–1942), Rittergutsbesitzer, Jurist und Landrat
- Ernst Droysen (1844–1874), Sohn des Historikers Johann Gustav Droysen und später Gymnasiallehrer; war 1863 einer der vier ersten Abiturienten[2]
- Hans Droysen (1851–1918), Historiker, Altphilologe und Gymnasiallehrer
- Friedrich Ernst Fehsenfeld (1853–1933), Verleger
- Richard Frankfurter (1873–1953), Politiker
- Manfred Gurlitt (1890–1972), Komponist und Dirigent
- Kurt Hahn (1886–1974), Pädagoge und Politiker
- Kurt Koffka (1886–1941), Psychologe
- William Küster (1863–1929), Chemiker und Ordinarius in Stuttgart
- Hermann Levy (1881–1949), Schriftsteller und Ökonom
- Wilhelm Liebermann von Wahlendorf (1863–1939), Chemiker und Unternehmer
- Friedrich Max Ludewig (1852–1920), Politiker
- Victor Manheimer (1877–1942), Germanist, Bibliophiler
- Anton Mayer (1879–1944, Pseudonym: Johannes Reinwaldt), Schriftsteller und Kunsthistoriker
- Walter Mehring (1896–1981), Schriftsteller
- Walter Mirauer (1882–1948), Chirurg und Gynäkologe
- Fritz Mussehl (1885–1965), Staatssekretär
- Ernst Neustadt (1883–1942), Altphilologe, Pädagoge und Schulleiter
- Franz Oppenheim (1852–1929), Chemiker und Industrieller
- Artur Pappenheim (1870–1916), Arzt
- Werner Ranz (1893–1970), Funktionär in der deutschen Rechtsanwaltschaft und im Verband Alter Corpsstudenten
- Walther Rathenau (1867–1922), Industrieller und Minister
- Carl Ludwig Reimer (1856–1921), Chemiker
- Louis Riedel (1849–1907), Konteradmiral
- Max Rötger (1860–1923), Vorsitzender des Direktoriums der Firma Krupp und Interessenvertreter der Industrie
- Heinrich Schäfer (1868–1957), Ägyptologe und Museumsdirektor
- Walter Julius Viktor Schoeller (1880–1965), Chemiker
- Werner Silberstein (1899–2001), Bakteriologe
- Johannes Sobotta (1869–1945), Anatomieprofessor
- Adolf von Trotha (1868–1940), Admiral
- Kurt Tucholsky (1890–1935), Schriftsteller
- Georg Witkowski (1863–1939), Literaturhistoriker
- Ernst Wolff (1877–1959), Jurist
- Theodor Wolff (1868–1943), Schriftsteller und Publizist